# Saxtons River
Saxtons River es una villa ubicada en el condado de Windham en el estado estadounidense de Vermont. En el año 2010 tenía una población de 565 habitantes y una densidad poblacional de 434 personas por km².

## Geografía
Saxtons River se encuentra ubicada en las coordenadas 43°8′18″N 72°30′33″O / 43.13833, -72.50917.

## Demografía
Según la Oficina del Censo en 2000 los ingresos medios por hogar en la localidad eran de $36,944 y los ingresos medios por familia eran $45,893. Los hombres tenían unos ingresos medios de $30,625 frente a los $28,750 para las mujeres. La renta per cápita para la localidad era de $22,409. Alrededor del 11.6% de la población estaban por debajo del umbral de pobreza.